# Владимирське Опілля

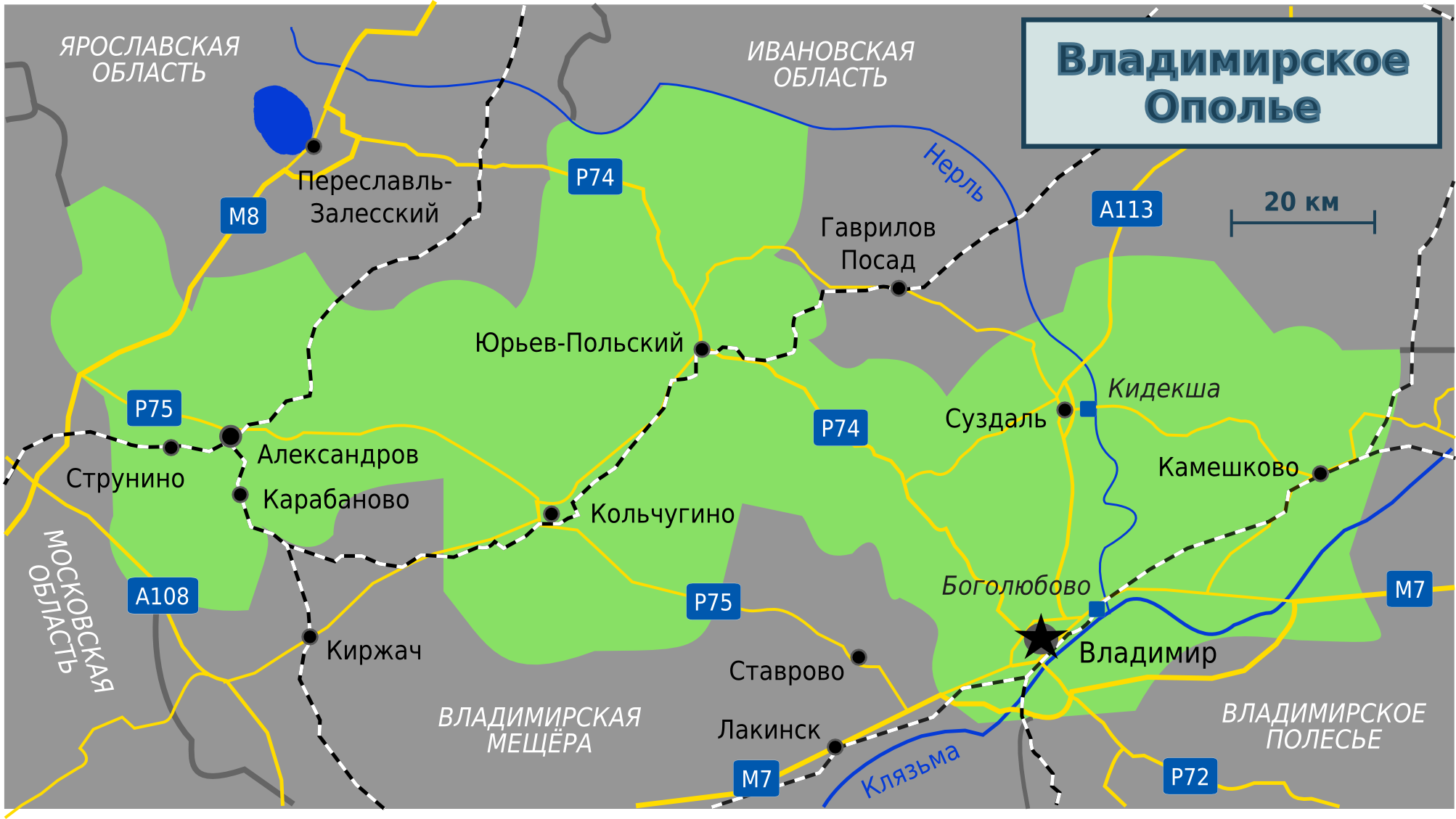

Владимирське Опілля чи Юр'єве Опілля (рос. Владимирское Ополье, Юрьево Ополье чи просто Опо́лье,) — природний (ландшафтний) район у Росії, розташований на частині території Владимирської і Івановської областей. Це яристе хвилясто-увалисте плато з абсолютними висотами від 120 до 165 м і плодючими сірими лісовими ґрунтами.
Історично Опілля було одним з перших і основних напрямків слов'янської колонізації Волго-Окського межиріччя, ставши політичним ядром Ростово-Суздальської землі.

## Географія
Територія Опілля є крайнім північно-східним пониженням Смоленско-Московської височини, що продовжує Клинсько-Дмитровську гряду на схід і південь до переходу у Клязьминсько-Нерлинську низину на північному сході і Мещерську низовину на півдні. На сході Опілля обмежується Оксько-Цнинським плато.
Площа Опілля понад 200 км². Район простягається приблизно на 30 км з півночі на південь і на 70 км із заходу на схід.
Район займає північно-західну частину Владимирської області (майже всю територію Суздальського і Юр'єв-Польського і невеликі частини Кольчугінського і Собінського адміністративних районів) і майже весь Гавриловопосадський район на півдні Івановської області. Лежить у басейнах річок Нерлі та Колокші.
Основні міста — Владимир, Суздаль, Судогда, Юр'єв-Польський, Гаврилів Посад. Район стародавнього рільництва поблизу міста Переславля.

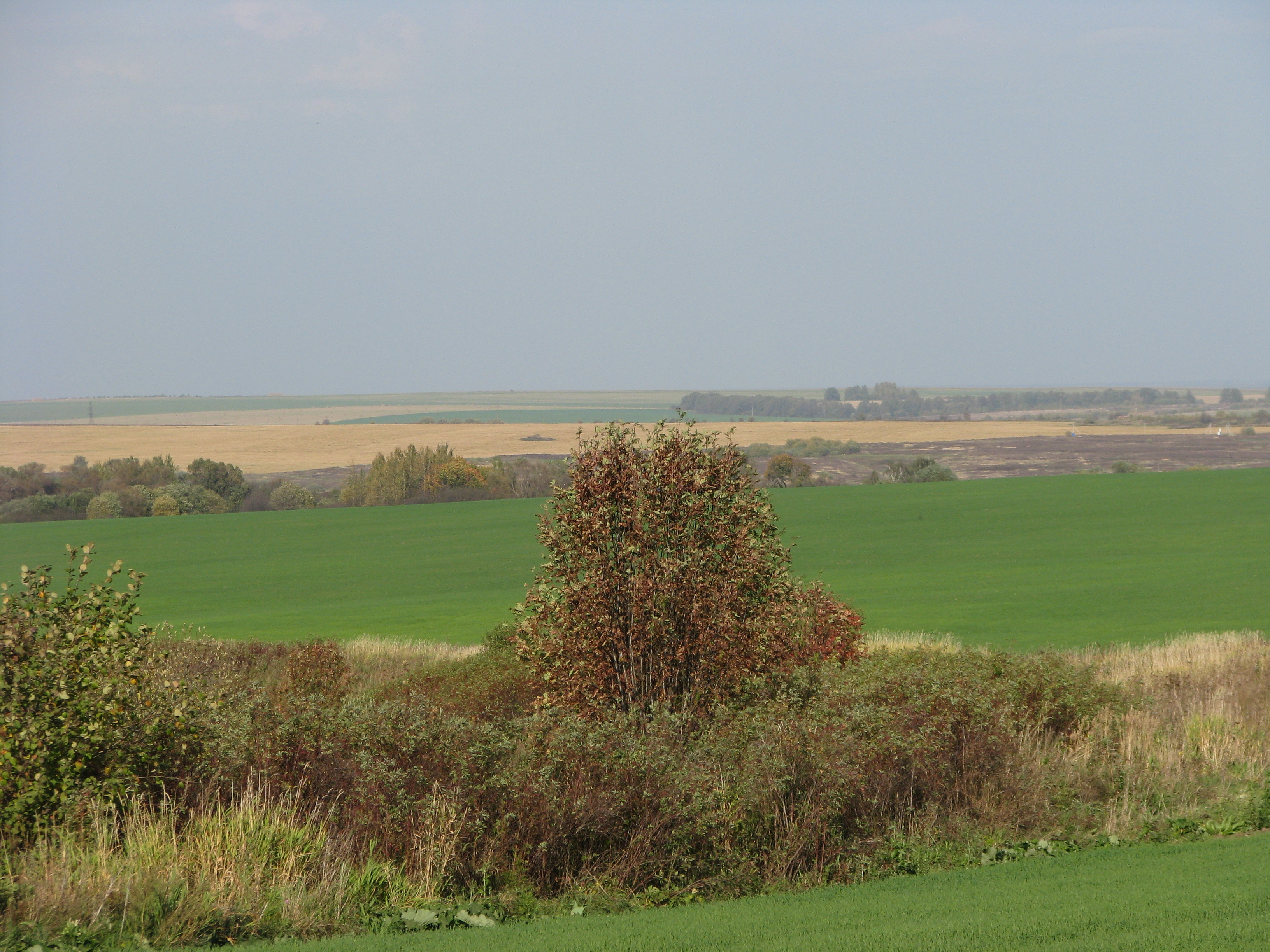
Типовий краєвид Владимирського Опілля (біля села Гавриловського)

## Клімат
Клімат дещо континентальніший, ніж у Владимирі: за багаторічними даними, середня температура січня в Юр'єві-Польському −11,4 °C, а липня +18,2 °C, тоді як у Владимирі відповідно −11,3 °C #і +18,0 °C, а в Александрові, який також розташований за межами Опілля −11,0 °C і +17,8 °C. Що стосується опадів, то Суздаль мало відрізняється від Владимира, Юр'єв-Польський же — досить значно: 532 мм у Владимирі на рік і 497 мм у Юр'єві-Польському, причому привертати до себе увагу суттєва розбіжність влітку. Так, з червня по серпень середня кількість опадів у Владимирі 209 мм, а в Юр'єві-Польському — 188 мм. Порівняно понижена кількість літніх опадів в Опіллі в поєднанні з вищими температурами викликає помітний дефіцит вологи.
Цей дефіцит поглиблюється великою кількістю ярів, що посилюють стік. Окрім того, тут частіше, ніж в інших частинах Владимирської області, спостерігають суховії.

## Флора
Рослинність Опілля лісостепового типу, що відрізняє район від навколишніх лісових територій (звідси походження назви).
Первісна рослинність Опілля, мабуть, «була чергуванням ділянок дібров з ділянками остепнених лук, яке переходить місцями в лукові степи». Діброви сильно вирубані, а велика частка остепнених лук розорана. Про колишню природну рослинність Опілля можна судити тільки з небагатьох вцілілих решток.
У флорі Опілля представлені деякі більш південні види, не відомі чи дуже рідкісні в інших районах Владимирської області:
- Carex montana L. — Осока гірська[4]
- Onopordum acanthium L. — Татарник звичайний
- Phleum phleoides (L.) H.Karst. — Тимофіївка степова[5]
- Thesium ebracteatum Hayne — Льонолисник безприквітковий[1].

## Ґрунти
Серед ґрунтів району переважають сірі лісові ґрунти (народна назва — «владимирські чорноземи»), залягають часто на лесоподібних суглинках —
дрібноземистій породі палевого або рудоватого кольору, яка сильно пилить при висиханні. Втім, класифікація ґрунтів Опілля є одним з найбільш дискусійних питань географії ґрунтів Європейської Росії.
Плодючість переславського Опілля засновується на потужному гумусовому горизонті, що сягає товщини 30 см, середній вміст перегною становить 3,5—5 %.